# Louis-Zéphirin Moreau
Pour les articles homonymes, voir Moreau.
Louis-Zéphirin Moreau, né le 1er avril 1824 à Bécancour (Québec, Canada) et mort le 24 mai 1901 à Saint-Hyacinthe (Québec, Canada), est un prélat catholique canadien, évêque de Saint-Hyacinthe de 1875 à sa mort. 
Bâtisseur audacieux, il met sur pied des institutions durables, fait construire la cathédrale Saint-Hyacinthe-le-Confesseur et fonde notamment les Sœurs de Saint Joseph de Saint-Hyacinthe et les Sœurs de Sainte-Marthe. Il lutte également en faveur des démunis, des agriculteurs et des ouvriers pour lesquels il fonde l'Union Saint-Joseph. Très actif dans le milieu éducatif, il donne une nouvelle impulsion à son séminaire et prend part aux débats sur les problèmes universitaires ainsi que sur la question des écoles du Manitoba, lors desquels il étale ses convictions ultramontaines et nationalistes en tant que porte-parole de l'épiscopat canadien. Physiquement affaibli dès 1893, sa réputation de sainteté ne cesse de progresser jusqu'à sa mort. Il est alors immédiatement canonisé par la Vox populi puis officiellement déclaré bienheureux par le pape Jean-Paul II le 10 mai 1987. Il est célébré le 24 mai.

## Biographie

### Jeunesse et formation
Louis-Zéphirin naît le 1er avril 1824 à Bécancour. Fils de Louis-Zéphirin Moreau, cultivateur, et de Marie-Marguerite Champoux, il est le cinquième d’une famille de treize enfants, dont deux mourront pendant l'enfance. Prématuré, il est faible et laid mais intelligent. Ses parents, qui ne l'imaginent pas travailler aux champs, le poussent à faire des études sur les conseils de leur curé, le père Charles Dion. Il commence alors à étudier à Bécancour, où il apprend notamment le latin, puis, en 1839, il entre au séminaire de Nicolet jusqu'en mai 1844, date à laquelle il achève ses études classiques et remplace son professeur de versification tombé malade. 
Rapidement, Joseph Signay, archevêque de Québec, l'agrée, l'autorise à porter la soutane et lui confère la tonsure. Tout en ne quittant pas son professorat, il poursuit des études en théologie mais, en novembre 1845, la fatigue le force à quitter le séminaire et à poursuivre ses études de manière moins intense. Sa santé ne s'améliore pas et, en septembre 1846, Signay lui conseille de retourner au sein de sa famille et de suspendre ses fonctions ecclésiales. 
Cependant, Louis-Zéphirin préfère offrir ses services à l'archidiocèse de Montréal. Ignace Bourget, sur le point de partir pour l'Europe, le confie alors à son coadjuteur,Jean-Charles Prince, qui lui permet de terminer ses études en théologie. Les résultats de ses examens étant jugés satisfaisants, Prince accélère les étapes et lui confère les ordres mineurs en octobre 1846, puis le sous-diaconat le 6 décembre, le diaconat le 13 et enfin la prêtrise le 19. Il souffrira ainsi toute sa vie d’un manque de connaissances approfondies en théologie. 

### Principaux ministères

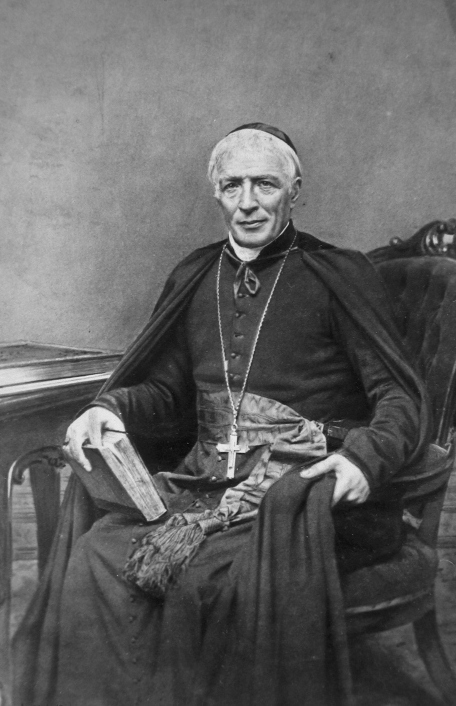
Ignace Bourget.

Dès le retour d'Ignace Bourget dans son diocèse en 1847, le jeune père Moreau devient cérémoniaire à la cathédrale de Montréal et offre son aide à la chancellerie. Rapidement, il devient sous-secrétaire, puis assistant-secrétaire, et enfin secrétaire en titre. Il exerce en même temps la charge d'aumônier des pauvres au couvent des Sœurs de la charité de la Providence. 
Le 19 décembre 1847, le chapitre le nomme chapelain de la cathédrale. Cette tâche s’avère cependant très difficile et, en raison de son manque d'expérience, il l'abandonne afin de devenir directeur de la communauté du Bon-Pasteur et reprendre son travail en tant que secrétaire. Pendant ces années d’initiation à la pastorale et à l’administration diocésaine, il est très influencé par la spiritualité de Bourget, particulièrement marquée par la vie d’oraison et de prière, la dévotion à l’Eucharistie, au Sacré-Cœur et à la Vierge Marie. Son travail d’aumônier lui vaut alors le surnom du « bon Monsieur Moreau ».
En 1852, âgé de 28 ans, l’abbé Moreau accepte de devenir le secrétaire-chancelier de Prince, puis de ses successeurs, Joseph La Rocque de 1860 à 1865 et Charles La Rocque de 1866 à 1875. Il devient également procureur de la conférence épiscopale de 1858 à 187 et secrétaire du conseil diocésain de 1869 à 1875. Pendant les vacances du siège en 1860, 1865 et 1875, il exerce la charge d'administrateur diocésain. Il dirige également le diocèse lorsque LaRocque s'absente en 1862 et en 1870 et gère les finances laissées en mauvais état.
Parallèlement à ses tâches administratives, il exerce les activités de chapelain du pensionnat des Dames de la Congrégation de Notre-Dame de 1853 à 1858, puis des religieuses de l’Hôtel-Dieu de Saint-Hyacinthe de 1859 à 1866 et, enfin, des Sœurs de la Présentation de Marie de 1867 à 1869. Il est également curé de la cathédrale de 1854 à 1860 puis de 1869 à 1875 et devient grand vicaire en 1869.
Il se consacre alors au sort des ouvriers et fonde, en 1874, l'Union Saint-Joseph, chargée de protéger ses membres et leur famille contre les aléas et de renforcer leur vie spirituelle. En 1937, le mouvement fusionne avec La Survivance, une compagnie mutuelle d’assurance-vie.

### Épiscopat

#### Nomination
Lorsque Charles La Rocque meurt le 15 juillet 1875, le clergé et le peuple désignent le père Moreau pour lui succéder. Mais le défunt prélat avait prévenu Elzéar-Alexandre Taschereau, archevêque de Québec, que son vicaire général avait trop de faiblesses en administration temporelle ; il suggérait ainsi de nommer Antoine Racine, archevêque de Sherbrooke, à Saint-Hyacinthe. Mais, lors de leur réunion du 21 juillet 1875, les évêques de la province ecclésiastique de Québec envoient à Rome une terna et placent son nom loin devant celui des deux autres. La Congrégation de Propaganda Fide valide ce choix lors de sa séance du 21 septembre et, enfin, le pape Léon XIII signe les bulles de nomination le 19 novembre. 
Le 16 janvier 1876, Louis-Zéphirin Moreau est finalement consacré quatrième évêque de Saint-Hyacinthe par Elzéar-Alexandre Taschereau avec comme co-consécrateurs Louis-François Richer Laflèche et Édouard-Charles Fabre.

#### Initiatives pastorales

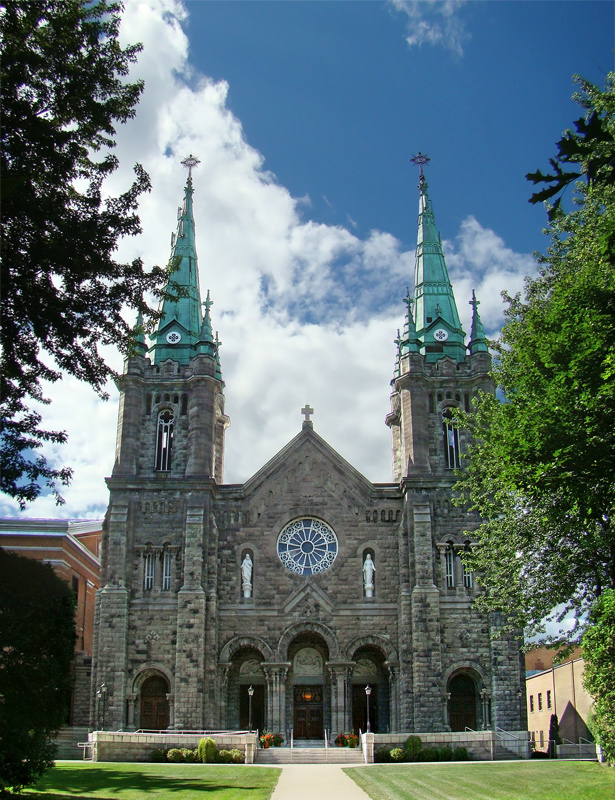
La cathédrale Saint-Hyacinthe-le-Confesseur.

Immédiatement, il lance une série d’initiatives jugées audacieuses. Il rouvre l’évêché, fait construire la cathédrale Saint-Hyacinthe-le-Confesseur, érige un chapitre diocésain, crée une officialité et un tribunal pour les causes matrimoniales, fonde les Sœurs de Saint-Joseph en 1877 et les Sœurs de Sainte-Marthe en 1883. 
Il fonde également 13 paroisses et 22 établissements, dont plusieurs collèges commerciaux et académies, poursuit l’œuvre sociale esquissée, suit de près le développement de l'Union Saint-Joseph et multiplie les démarches pour venir en aide aux catholiques démunis, stimule les cercles agricoles et soutient les missionnaires agricoles afin de lutter contre l’émigration vers les États-Unis. Il s’intéresse aussi de très près au sort des catholiques francophones. Enfin, convaincu des effets néfastes de l'alcoolisme, il soutient deux campagnes de tempérance en 1880 puis entre 1885 et 1889.
Afin d'avoir des collaborateurs mieux formés intellectuellement et spirituellement, il organise plusieurs synodes, conférences ecclésiastiques et retraites pastorales annuelles. 
Très proche de ses prêtres, il travaille au développement de leur sainteté, de leur bonheur et donne une grande impulsion aux études ecclésiastiques chez les séminaristes et chez les prêtres. Son clergé composé de 154 prêtres en 1876 passe alors au nombre de 203 en 1901.

#### Prises de position politiques
En 1876, l'épiscopat canadien est divisé par les questions politiques et par les problèmes universitaires concernant l'attitude de l'Université Laval et la création d’une université à Montréal. Profondément ultramontain, Moreau prend le parti des suffragants menés par Bourget et Louis-François Laflèche. Il soutient également ce dernier dans son opposition au projet de division du diocèse de Trois-Rivières. Cependant, en raison de son jeune âge et de la grande notoriété des autres prélats, il reste au second plan des débats.
En 1877, George Conroy est envoyé au Canada par le pape afin de mettre fin à la division des évêques et à l’ingérence du clergé dans les élections. Le Saint-Siège favorise alors les opinions de Taschereau face aux ultramontains intransigeants. Moreau place son obéissance au pape au-dessus de ses convictions et de ses amitiés, s’éloigne ainsi du clan Laflèche et prend une part active à la nouvelle campagne pour la division du diocèse de Trois-Rivières et la création de celui de Nicolet. Malgré ses jugements sévères envers ceux qui n’obéissent pas au pape, il cherche à concilier les points de vue opposés au point qu'en 1885, il accompagne le premier évêque de Nicolet, Elphège Gravel, chez Laflèche, afin d'apaiser les tensions.
La disgrâce de Laflèche et la maladie du cardinal Taschereau font de Moreau l'un des principaux porte-parole de l’épiscopat canadien. Il étale ses convictions ultramontaines et nationalistes lors de la question des écoles du Manitoba, appuie sans réserve la position de Adélard Langevin et multiplie les courriers aux hommes politiques et au Saint-Siège afin de dénoncer l’injustice dont sont victimes les catholiques manitobains. Il condamne également l'indulgence supposée de Rafael Merry del Val envers les prêtres et hommes politiques libéraux. Toutefois, en décembre 1897, il se soumet avec une totale obéissance à l’encyclique Affari vos du pape Léon XIII.

#### Fin de vie et postérité
À partir de 1893, Moreau confie l’administration extérieure du diocèse à son coadjuteur, Maxime Decelles. 
Si ses compétences intellectuelles demeurent intactes, il est très affaibli physiquement. Ses apparitions publiques n'ont plus lieu que dans de rares circonstances comme pour le cinquantième anniversaire de son ordination en 1896 et le jubilé d’argent de sa consécration épiscopale en 1901. Sa réputation de sainteté progresse au point que de nombreux miracles lui sont attribués. Il meurt finalement le 24 mai 1901 à Saint-Hyacinthe.
Cette vénération populaire atteint son apogée lors de ses obsèques, le 30 mai 1901, et ne diminue pas avec le temps au point qu'en 1925, les autorités diocésaines ouvre son procès en béatification. Le 10 mai 1973, sous le pontificat de Paul VI, l'Église le déclare vénérable. Il est finalement béatifié le 10 mai 1987 par Jean-Paul II. Sa fête liturgique est célébrée le 24 mai.